# Línea Central del Tren Urbano de Maceió
La Línea Central: Maceió ↔ Lourenço de Albuquerque es una de las líneas de la STU/Maceió.